# Неволина, Евгения Иннокентьевна
Евге́ния Инноке́нтьевна Нево́лина (7 июля 1909, Верхнеудинск, Забайкальская область — 23 января 1994, Улан-Удэ) ― советская художница, заслуженный деятель искусств Бурятской АССР, народный художник Бурятской АССР.

## Биография
Родилась 7 июля 1909 года в городе Верхнеудинск (ныне ― Улан-Удэ), Верхнеудинский уезд, Забайкальская область, Российская империя.
В конце 1920-х годов поступила в Иркутское художественное училище, которое окончила в 1931 году. В училище занималась в мастерской И. Л. Копылова. Вернувшись на родину начала работать в Бурятском книжном издательстве, где занималась иллюстрацией издаваемых книг. В частности, она нарисовала обложку к повести Александра Фадеева «Разгром». В 1933 году была принята в члены Союза художников СССР.
Евгения Неволина была участницей I съезда художников Бурятской АССР.
С 1950-х годов Евгения Неволина начала заниматься графикой. Была участником I и II декады бурятского искусства и литературы в Москве в 1940 и 1959 годах.
С 1933 года постоянно участвует в республиканских, краевых, зональных, российских, всесоюзных выставок, в том числе персональных в Республиканском художественном музее имени Цыренжапа Сампилова (1970,1981, Улан-Удэ).
Неволина написала такие работы, как «Девушки нашей республики» (1933), «Семья» (1935), «Концерт в госпитале» (1945), «Новый Улан-Удэ» (1951), «Сеноуборка» (1948), «Балерина перед зеркалом» (1958), «Портал театра оперы и балета» (1958), «Сидящая балерина» (1958), серия линогравюр «Повесть о бурятской женщине» (1964), «Учатся стрелять» (1969), «Лучница» (1970).
Её произведения находятся в Республиканском художественном музее имени Цыренжапа Сампилова.
Искусствовед Павел Муратов так написал о творчестве Неволиной:

Все очень просто и даже буднично. Будничность всегда непритязательна. Все в ней происходит как бы само собой. Но в этой простоте и непритязательности день за днем, год за годом десятилетиями шло становление общественной значимости художника и одновременное освобождение его от прямолинейной подчиненности обстоятельствам. В результате сложилось притягательное творчество, овеянное теплом личных чувств, ненавязчивой, но явственной женственностью. По нему безошибочно узнается творчество Евгении Иннокентьевны Неволиной— 
.
В 1957 году Президиумом Верховного Совета Бурятии за развитие советского изобразительного искусства Евгения Неволина награждена почётном званием «Заслуженный деятель искусств Бурятской АССР». Позже она была удостоена звания «Народный художник Бурятской АССР». Награждена также медалями «За доблестный труд в Великой Отечественной войне» в 1948, «За трудовое отличие» в 1960 году.
Умерла 23 января 1994 года в Улан-Удэ.

## Награды и звания
- Медаль «За доблестный труд в Великой Отечественной войне 1941—1945 гг.»
- Медаль «За трудовое отличие»
- Заслуженный деятель искусств Бурятской АССР (1957)
- Народный художник Бурятской АССР